# متا چلیک
متا چلیک (انگلیسی: Mete Çelik؛ زادهٔ ۸ اکتبر ۱۹۹۶) بازیکن فوتبال اهل ترکیه است.
از باشگاه‌هایی که در آن بازی کرده‌است می‌توان به باشگاه فوتبال اشتوتگارت اشاره کرد.
وی همچنین در تیم‌های ملی فوتبال جوانان ترکیه، و Turkey national under-17 football team، جوانان ترکیه، و Turkey national under-19 football team بازی کرده‌است.